# Selaginella schiedeana
Selaginella schiedeana là một loài dương xỉ trong họ Selaginellaceae. Loài này được A. Braun mô tả khoa học đầu tiên năm 1858.